# 로타리의 미소
"로타리의 미소"는 한국에서 제작된 이형표 감독의 1965년 영화이다. 김희갑 등이 주연으로 출연하였고 백완 등이 제작에 참여하였다.

## 출연

### 주연
- 김희갑
- 강신성일
- 태현실
- 황정순

## 기타
- 조명: 박응선
- 미술: 박석인